# Kagawa Manao
Kagawa Manao (香川愛生 (Hương Xuyên Ái Sinh) - sinh ngày 16 tháng 4 năm 1993 tại Chofu, Tokyo) là một Nữ Lưu kì sĩ trực thuộc Liên đoàn Shogi Nhật Bản với số hiệu Nữ Lưu là 40, ngoài ra còn là một YouTuber, cosplayer. Sư phụ của cô là Nakamura Osamu Cửu đẳng. Kagawa Manao đã tốt nghiệp trường đại học Ritsumeikan, và hiện nay đang làm chủ tịch của tập đoàn AKALI. Biệt danh của cô là 「Banchou (番長 (Phiên trường))」

## Sự nghiệp kì thủ

### Quá trình trở thành Nữ Lưu kì sĩ
Kagawa Manao khi học lớp 3 tiểu học được các bạn nam cùng lớp giới thiệu và hướng dẫn luật chơi của Shogi, sau đó được học chơi bài bản từ ông nội của cô - một kỳ thủ Lục đẳng nghiệp dư sống ở dưới tầng tòa nhà của cô lúc đó và rèn luyện kỹ năm tại các trường cờ ở Tokyo. Mẹ của cô mặc dù không hiểu biết nhiều về Shogi, đã một tay nuôi cô lớn bằng nghề kế toán và ủng hộ con đường của Kagawa về cả Shogi lẫn việc học lên cao hơn.
Năm 2005 và 2006, cô chiến thắng liên tiếp giải Nữ Lưu Danh Nhân nghiệp dư, sau đó là Giải Vô địch Shogi Sơ trung Toàn quốc (hạng mục dành cho nữ) vào năm 2006.
Tháng 4 năm 2007, cô tham dự Trường Đào tạo Nữ Lưu kì sĩ (女流育成会 (Nữ Lưu dục thành Hội)/ じょりゅういくせいかい Joryu Ikuseikai), sau đó vào nửa sau năm 2007 và nửa đầu năm 2008 lần lượt nhận đủ hai điểm thăng cấp, để đến ngày 1 tháng 10 năm 2008 chính thức trở thành Nữ Lưu kì sĩ với mức xếp hạng Nữ Lưu Nhị đẳng.

### Trở thành Nữ Lưu kì sĩ
Với việc trở thành Nữ Lưu kì sĩ vào ngày 1 tháng 10 năm 2008 ở độ tuổi 15, cô trở thành Nữ Lưu kì sĩ trẻ tuổi nhất hoạt động khi đó. Cô chiến thắng một giải đấu không chính thức là giải Nữ Lưu Setagaya Hanmiuki mở rộng lần thứ 3 vào ngày 29 tháng 4 năm 2009. Sau đó, vào ngày 25 tháng 7 năm 2009, cô vượt qua vòng Sơ loại của Giải Mynavi Nữ mở rộng lần thứ 3 bằng hai chiến thắng liên tiếp, để từ đó được thăng lên Nữ Lưu Nhất cấp.

#### Tham gia Trường Đào tạo Kỳ thủ trẻ
Kagawa Manao vượt qua bài thi đầu vào của Tân tiến Kì sĩ Tưởng Lệ hội được tổ chức vào ngày 19-21 tháng 8 năm 2009 để đạt mức xếp hạng Ngũ cấp, đánh dấu lần đầu tiên một nữ kì thủ vượt qua được bài thi này, chính thức theo học tại Trường Đào tạo vào ngày 21 tháng 9 cùng năm. Theo quy định khi đó, một nữ kì thủ không được phép kiêm nhiệm cả việc làm Nữ Lưu kì sĩ và một học sinh ở Trường Đào tạo, nên tạm thời Kagawa phải gác lại việc làm kì thủ chuyên nghiệp nữ. Tuy nhiên, cô vẫn được tiếp tục tham dự Giải Mynavi Nữ mở rộng lần thứ 3 và thất bại khi gặp Nakamura Marika ở vòng 1 của Vòng Chung kết. Sau đó, cô quyết định tạm rút lui khỏi Trường Đào tạo trong buổi gặp mặt thường kì vào ngày 5 tháng 2 năm 2011 (tại thời điểm đó Kagawa ở mức Tứ cấp) và trở lại làm Nữ Lưu kì sĩ vào ngày 20 tháng 2. Tuy nhiên, thời điểm đó lại trùng với thời gian diễn ra kì thi đầu vào của các trường đại học, nên vào cùng ngày 20 tháng 2, cô cũng xin nghỉ ngơi đến hết năm 2011. Sau đó, Kagawa trở lại vào ngày 1 tháng 1 năm 2012.

#### Trở lại làm Nữ Lưu kì sĩ
Kể từ khi trở thành kì thủ chuyên nghiệp nữ, cô trực thuộc cơ sở Tokyo của Liên đoàn Shogi Nhật Bản, tuy nhiên vào tháng 4 năm 2012, để phục vụ việc theo học Đại học Ritsumeikan, cô chuyển về cơ sở ở Kansai.
Ngày 23 tháng 2 năm 2013, cô là người ghi chép kì phổ của ván 2 trong loạt tranh danh hiệu Kì Vương lần thứ 38, trở thành Nữ Lưu kì sĩ đầu tiên làm việc này.

### Danh hiệu và các giải chính thức
Ngày 29 tháng 8 năm 2013, Kagawa Manao trở thành khiêu chiến giả, thách đấu danh hiệu Nữ Lưu Vương Tướng của kỳ thứ 35, mặc dù không phải là kì thủ được xếp hạng hạt giống nhưng đã thắng một loạt sáu ván liên tiếp từ vòng loại. Từ kết quả này, cùng ngày Kagawa được thăng lên mức Nữ Lưu Nhị đẳng. Trong loạt tranh danh hiệu, cô giành chiến thắng chung cuộc 2-1 trước đương kim khi đó là Satomi Kana (thắng ván đầu tiên vào ngày 5 tháng 10 và ván thứ 3 vào ngày 23 tháng 10), từ đó được thăng lên Nữ Lưu Tam đẳng vào ngày 23 tháng 10.
Năm 2014, tại Cúp NHK lần thứ 64, cô giành chiến thắng sau 77 nước đi trước Kai Tomomi (người khi đó sở hữu danh hiệu Nữ Lưu Vương Vị và Thương Phu Đằng Hoa) để trở thành một trong hai kì thủ tham dự chính thức; tuy nhiên lại thất bại trước Kumasaka Manabu sau 96 nước tại vòng 1 của nhánh A. 
Trong khuôn khổ loạt tranh danh hiệu của Nữ Lưu Vương Tướng chiến kỳ thứ 36 năm 2014, cô thất bại ván đầu tiên (trong loạt 3 ván) trước Ichiyo Shimizu nhưng thắng cả hai ván sau đó để bảo vệ danh hiệu của mình. Tuy nhiên, tại kỳ thứ 37, cô thất bại 0-2 trước Satomi Kana và đánh mất danh hiệu.

#### Trở về Kanto
Tháng 4 năm 2016, cô trở lại và trực thuộc khu vực Kanto sau khi đã tốt nghiệp đại học Ritsumeikan.